# 皮特·威沙特
皮特·威沙特（英語：Pete Wishart，1962年3月9日—）是一位蘇格蘭政治人物，他的黨籍是蘇格蘭民族黨。自2005年開始，他擔任珀斯和北珀斯郡選區選出的國會議員。他畢業於愛丁堡大學。威沙特首次當選國會議員是在2001年。